# Epidendrum rafael-lucasii
Epidendrum rafael-lucasii är en orkidéart som beskrevs av Eric Hágsater. Epidendrum rafael-lucasii ingår i släktet Epidendrum och familjen orkidéer. Inga underarter finns listade i Catalogue of Life.